# Montes Recti
Montes Recti är en bergskedja på norra delen av den sida av månen som är vänd mot jorden. Den har fått sitt namn av den engelske astronomen William Radcliffe Birt eftersom den går i en rak linje, namnet är latin för Raka bergen. Detta namn antogs officiellt av IAU 1961.
Montes Recti sträcker sig nästan 90 kilometer i rak väst-östlig riktning i norra delen av månhavet Mare Imbrium och är bara 20 kilometer bred. Bergskedjan har Montes Teneriffe öster om sig och Montes Jura väster om sig. Den lilla kratern Le Verrier B ligger sydost om bergskedjans östra kant. De högsta topparna når upp emot 1 800 meters höjd.